# Ivo Belet
Ivo Maria Robert Belet, né le 7 juin 1959 à Saint-Trond, est un homme politique belge flamand, membre du CD&V.

## Biographie
Ivo Belet est diplômé d'une licence en philologie germanique obtenue en 1981 à la KU Leuven puis d'une licence en économie et d'une maîtrise en administration des affaires obtenues à l'université de Hasselt en 1996.
Parallèlement à ses études, il est stagiaire au Parlement européen et à la Commission européenne en 1983 et assistant parlementaire en 1984. Dès 1985, il devient rédacteur pour Concentra NV puis journaliste à la Vlaamse Radio- en Televisieomroep (VRT) en 1989.
Membre du CD&V, il est député européen depuis 2004.
Il est par ailleurs marié et père de deux enfants.

## Fonctions politiques
- Depuis 2004 : Député au Parlement européen.

## Décorations
- Chevalier de l'ordre de Léopold (26 mai 2014)[2].